# Іриней (Несторович)
Архієпископ Іриней (світське ім'я — Іван Гаврилович Несторович; *25 січня 1783, Старі Дмитрушки, Київська губернія  — †18 травня 1864) — український релігійний діяч, єпископ Відомства православного сповідання Російської імперії, єпископ Пензенський і Саранський, архієпископ Іркутський і Нерчинський. Ректор Кишинівської духовної семінарії.

## Біографія
Народився 25 січня 1783 в селі Старі Дмитрушки Уманського повіту в сім'ї священика.
У 1805 році закінчив курс Києво-Могилянської академії і залишений у ній учителем.
У 1810 році емігрував в Ясси вчителем у Головне Молдовлахійское духовне училище.
У 1812 році перебрався в Кишинів.
11 листопада 1813 р. пострижений у чернецтво, висвячений у сан ієромонаха.
З 25 травня 1817 — архімандрит Курківського Різдво-Богородицького монастиря в Бессарабії.
З 1820 року — ректор Кишинівської духовної семінарії та член консисторії.
У 1824 році переїжджає до Санкт-Петербурга. Законовчитель Першого кадетського корпусу.
31 січня 1826 р. хіротонізований на єпископа Пензенського і Саратовського.
26 липня 1830 р. переведений до Іркутська з возведенням у сан архієпископа Іркутського, Нерчинського і Якутського.
28 червня 1831 р. указом Святійшого Синоду віддалений від управління єпархією і посланий у Вологодський Спасо-Прилуцький монастир.
Із 1838 року дозволено священнослужіння та виїзд з монастиря, призначена пенсія.
17 квітня 1848 отримав в управління Толзький монастир Ярославської єпархії.
Помер 18 травня 1864. Похований у викопаній ним самим могилі близько Спаської церкви в Толзькому монастирі.